# Aleksey Kisselyov
Aleksey Kisselyov est un boxeur soviétique né le 17 mars 1938 à Riazan et mort le 19 juin 2005 à Moscou.

## Carrière
Il participe à deux éditions des Jeux olympiques (1964 et 1968). En 1964, il remporte la médaille d'argent et quatre ans plus tard le même métal, les deux fois dans la catégorie mi-lourds.

## Palmarès

### Jeux olympiques
- Jeux olympiques d'été de 1964 à Tokyo en mi-lourds (-81 kg)
- Jeux olympiques d'été de 1968 à Mexico en mi-lourds (-81 kg)